# Giancarlo Gómez
Giancarlo Gómez Munayilla (Lima, 11 de enero de 1984) es un futbolista peruano. Juega de defensa y actualmente está sin equipo. Tiene 41 años. 

## Trayectoria
Anotó su primer y único gol en Primera División el 15 de febrero del 2009 frente al José Gálvez en Caraz. Dicho encuentro lo perdió el Sport Áncash por 1-2, habiendo adelantado el marcador el equipo local con gol del mencionado jugador tras concretar un rebote luego del disparo de Leonardo Aguilar que impactó contra el palo.
Ha jugado en diferentes equipos como Virgen de Chapi, Íntimos Cable Visión, Sport Áncash y Nuevo Callao (Copa Perú 2010). Es sobrino de Jorge Barreto, recordado central de Alianza Lima y Deportivo Junín en la década de los 70.

## Clubes
| Club                 | País | Año         |
| -------------------- | ---- | ----------- |
| Virgen de Chapi      | Perú | 2004 - 2005 |
| Sport Áncash         | Perú | 2006 - 2008 |
| Íntimos Cable Visión | Perú | 2008        |
| Sport Ancash         | Perú | 2009        |
| Nuevo Callao         | Perú | 2010        |
| Sport Ancash         | Perú | 2011 - 2012 |
| Deportivo Coopsol    | Perú | 2013        |
| Willy Serrato        | Perú | 2014        |
| Atlético Torino      | Perú | 2015        |
| Willy Serrato        | Perú | 2016 - 2017 |

- Datos: Q5879260